# Akadiemiczeskaja (stacja metra w Moskwie)
Akadiemiczeskaja (ros. Академическая – Akademicka) – stacja moskiewskiego metra linii Kałużsko-Ryskiej (kod 101). Nazwa (dosł. Akademicka) pochodzi od Rosyjskiej Akademii Nauk, jednakże stacja Leninskij Prospekt położona jest znacznie bliżej. Wyjścia prowadzą na plac Hồ Chí Minh i ulicę Profsojuznaja.

## Wystrój
Stacja jest trzykomorowa, jednopoziomowa, posiada jeden peron. Kolumny obłożone są jasnym marmurem. Ściany nad torami początkowo pokryto glazurowanymi płytkami ceramicznymi, które podczas remontu w 2004 roku wymieniono na białe i niebieskie plastikowe panele. Podłogi wyłożono szarym granitem w różnych odcieniach.